# Fort Myers
Fort Myers – miasto w Stanach Zjednoczonych, w południowo-zachodniej części stanu Floryda, siedziba administracyjna hrabstwa Lee, nad rzeką Caloosahatchee (uchodzącą do Zatoki Meksykańskiej). W 2019 roku liczy 87,1 tys. mieszkańców. Jest częścią obszaru metropolitalnego Cape Coral–Fort Myers.

## Demografia
Według danych za rok 2019 do największych grup należały osoby pochodzenia afroamerykańskiego (22,2%), „amerykańskiego” (17,3%), niemieckiego (9,8%), irlandzkiego (8,6%), meksykańskiego (6,1%), włoskiego (5,9%), angielskiego (5,7%), portorykańskiego (5%), haitańskiego (3,7%), gwatemalskiego (3,7%), polskiego (3%), kubańskiego (2,9%) i francuskiego (2,6%).

## Zobacz też

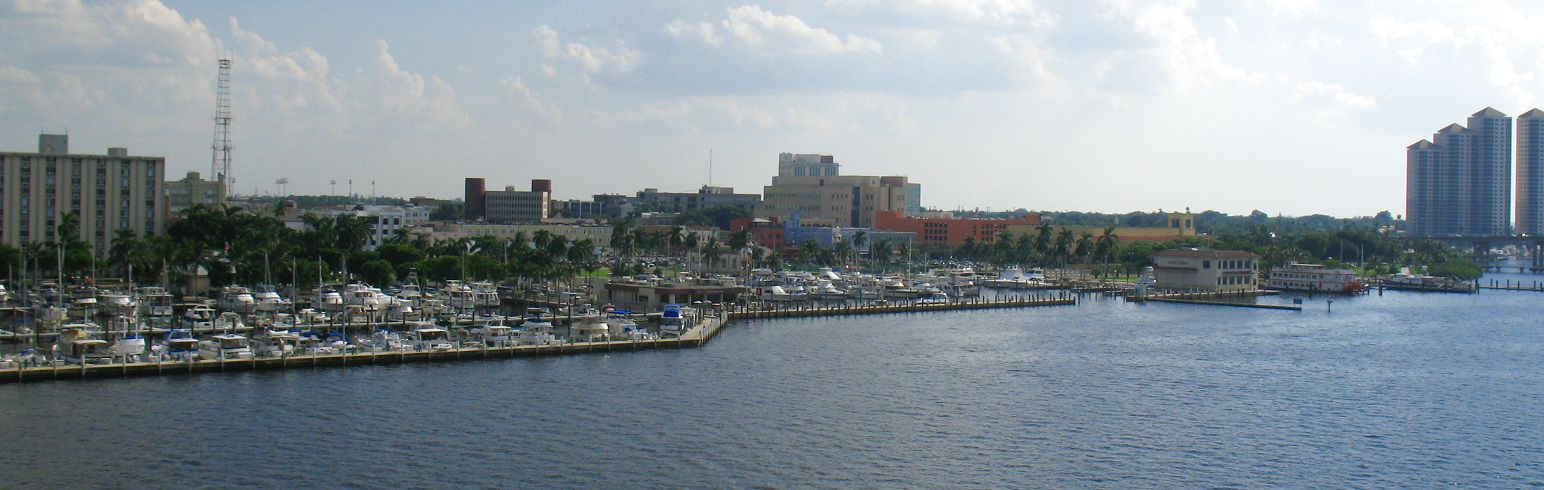
Fort Myers widok ogólny